# Jack Noseworthy
Jack Noseworthy (Lynn, 21 december 1964), geboren als John E. Noseworthy jr., is een Amerikaans acteur.

## Biografie
Noseworthy heeft de high school doorlopen aan de Lynn Englisch High School in Lynn en haalde zijn diploma in 1982. Hierna ging hij studeren aan de Boston Conservatorium in Boston en haalde daar zijn bachelor of fine arts. 

## Filmografie

### Films
Uitgezonderd korte films.
- 2019 The Hacks - als Jim
- 2018 Breaking Brooklyn - als Christian
- 2017 Ray Meets Helen - als Loomis
- 2017 Needlestick - als Boris Whipple
- 2016 10,000 Miles - als Charlie
- 2015 Pearly Gates - als Dan
- 2014 The Nurse - als Brian
- 2014 Julia - als dr. Sgundud
- 2013 Killing Kennedy – als Robert F "Bobby" Kennedy
- 2012 Tio Papi – als Benjamin
- 2009 Surrogates – als Strickland
- 2008 Pretty Ugly People – als Trevor
- 2008 Aces 'N' Eights – als Jess Riley
- 2007 A Dennis the Menace Christmas – als David Bratcher
- 2006 Phat Girlz – als Richard Eckhard
- 2005 Elvis – als Steve Binder
- 2004 Poster Boy – als Anthony
- 2002 Unconditional Love – als Andrew Beasley
- 2002 Undercover Brother – als Mr. Elias
- 2000 Cecil B. DeMented – als Rodney
- 2000 U-571 – als zeeman Bill Wentz
- 1999 The Sterling Chase – als Todd
- 1999 Idle Hands – als Randy
- 1999 What We Did That Night – als Oliver Larson
- 1999 Clean and Narrow – als Buddy
- 1997 Event Horizon – als Justin
- 1997 Breakdown – als Billy
- 1996 The Trigger Effect – als Prowler
- 1996 Mojave Moon – als Kaiser
- 1996 Barb Wire – als Charlie
- 1995 The Brady Bunch Movie – als Eric Dittmeyer
- 1994 Bon Jovi - Always (videoclip)
- 1994 S.F.W. – als Joe Dice
- 1994 A Place for Annie – als David
- 1993 Alive – als Bobby Francois
- 1992 Encino Man – als Taylor, skater
- 1992 Mrs. Cage – als Billy

### Televisieseries
Uitgezonderd eenmalige gastrollen.
- 2015 The Secret Life of Marilyn Monroe - als Alan DeShields - 2 afl.
- 2002 Judging Amy – als Jason Lobdel – 4 afl.
- 1991 Teech – als Adrian Peterman – 12 afl.

## Theaterwerk opBroadway
- 2002 Sweet Smell of Success – als Dallas
- 1989 – 1990 Jerome Robbins' Broadway – als lid van koor
- 1975 – 1990 A Chorus Line – als Mark (understudy)

- Gemeinsame Normdatei: 1017094128
- International Standard Name Identifier: 0000 0000 5010 5127
- Library of Congress Control Number: nr2005014328
- MusicBrainz: 371ad65f-f832-4120-aa39-8bed35944ba9
- Virtual International Authority File: 73810472
- WorldCat: E39PBJm4XWyVCwMxbTfJfv67pP